# キスへのプレリュード
『キスへのプレリュード』（原題：Prelude to a Kiss）は、1992年制作のアメリカ合衆国のロマンティック・コメディ映画。ロングラン・ヒットしたブロードウェイの同名舞台劇『Prelude to a Kiss』を映画化した作品。

## あらすじ
出版社勤務のピーターは、職場の友人のパーティーで知り合ったリタという女性と意気投合し、たちまち結婚に至った。
結婚式の後にガーデン・パーティーが開かれるが、そこに1人の見知らぬ老人が現れ、新婦のリタに祝福のキスをしたいという。ピーターは不審に思うが、リタは快く受け入れる。その老人とキスをした瞬間、日が陰り、一陣の風が吹き抜けた。すると、リタは抱えていた花束を落とし、老人はその場に倒れてしまった。だが、まもなく2人は意識を取り戻した。
やがてピーターとリタはハネムーンに向かうが、そこで突然リタがまるで別人のように振る舞い始める。実はあの日のキスで、リタと例の老人の中身が入れ替わってしまっていたのだ。ピーターは例の老人を探し出し、2人の中身を元に戻そうと奔走する。

## キャスト
| 役名                 | 俳優                     | 日本語吹替 | 日本語吹替       |
| 役名                 | 俳優                     | ソフト版   | 機内上映版       |
| -------------------- | ------------------------ | ---------- | ---------------- |
| ピーター・ホスキンス | アレック・ボールドウィン | 山寺宏一   | 松橋登           |
| リタ・ボイル         | メグ・ライアン           | 日野由利加 | 土井美加         |
| リア・ブライアー     | キャシー・ベイツ         | 竹口安芸子 | 久保田民絵       |
| ドクター・ボイル     | ネッド・ビーティ         | 富田耕生   | 小林修           |
| ミセス・ボイル       | パティ・デューク         | 此島愛子   | 谷育子           |
| ジェリー・ブライアー | リチャード・リール       |            | 増岡弘           |
| テイラー             | スタンリー・トゥッチ     | 田原アルノ | 小形満           |
| 老人                 | シドニー・ウォーカー     | 内田稔     | 宮川洋一         |
| トム                 | ロッキー・キャロル       | 福田信昭   | 喜多川拓郎       |
| ドロシー伯母         | デブラ・モンク           |            | 沢田敏子         |
| フレッド伯父         | レイ・ギル               | 秋元羊介   | 園江治           |
| 牧師                 | ワード・オーマン         |            | 糸博             |
| ブライズメイド       | サリー・リチャードソン   |            |                  |
| リタの友人(1)        |                          |            | 雨宮かずみ       |
| リタの友人(2)        |                          |            | 百々麻子         |
| その他               | N/A                      | 立木文彦   | N/A              |
| 日本語版制作スタッフ |                          |            |                  |
| 演出                 | 演出                     |            | 加藤敏           |
| 翻訳                 | 翻訳                     | 古田由紀子 | 島伸三           |
| 調整                 | 調整                     |            | 栗林秀年         |
| 録音                 | 録音                     |            | スタジオザウルス |
| 担当                 | 担当                     |            | 津司大三         |
| 制作                 | 制作                     |            | 東北新社         |

- ソフト版：1994年5月21日発売のVHSに初収録。
- 機内上映版：1992年10月23日録音。

日本語字幕 - 戸田奈津子